# Tetraulax subunicolor
Tetraulax subunicolor är en skalbaggsart som beskrevs av Stefan von Breuning 1960. Tetraulax subunicolor ingår i släktet Tetraulax och familjen långhorningar.
Artens utbredningsområde är Gabon. Inga underarter finns listade i Catalogue of Life.